# Rezilo
Rezilo je ploski del orodja, orožja ali stroja z ostrim robom ali konico, namenjeno zabadanju, rezanju, sekanju ali strganju. Princip delovanja rezila je, da zbere silo na majhni površini, kar povzroči, da na material deluje velik pritisk. V ta namen mora biti rezilo vsaj tako trdo kot rezani material, sicer se hitro obrabi ne da bi predrlo material.
V prazgodovini so izdelovali rezila iz kamnin, ki jih je mogoče razklati na ostre, ploske kose (npr. kremena), danes pa so, odvisno od namena, iz kovine, plastike, keramike in podobnih trdih materialov.